# Hans Peter Feddersen (1788-1860)
Ne pas confondre avec son fils Hans Peter Feddersen (1848-1941).
Hans Peter Feddersen, né le 9 janvier 1788 à Westerschnatebüll dans le Schleswig-Holstein, où il est mort le 23 septembre 1860, est un agriculteur et artiste peintre danois de portrait.

## Biographie
Hans Peter Feddersen naît le 9 janvier 1788 à Westerschnatebüll. Il est le fils de Harke Feddersen, agriculteur et professeur d'école de village à Westerschnatebüll, qui a acquis une solide formation d'autodidacte et enseigné lui-même à ses fils. Son frère Christian Feddersen, pasteur à Niebüll, encouragea la découverte de la culture frisonne comme culture indépendante.
Hans Peter Feddersen est soldat dans l'armée danoise de 1808 à 1815, puis travaille comme hôtelier à Schnatebüll. Il réalise un grand nombre de portraits miniatures, tous de profil. Ses sujets sont une représentation diversifiée de la société, y compris des paysans, des bourgeois et des membres de la haute société.
En plus de la peinture, Hans Peter Feddersen apprend à jouer du violon et à écrire.
Il est l'un des plus importants portraitistes miniaturistes du XIXe siècle du Schleswig-Holstein. Il décrit son passage dans l'armée danoise dans l'ouvrage publié à titre posthume en 1913, Hans Peter Feddersen der Ältere und sein Kriegs-Tagebuch 1813/14 (« L'année la plus étrange de ma vie. »).
Les œuvres de Feddersen sont exposées dans les musées de Tondern, Husum, Flensbourg, Deezbüll et Schleswig.
Son fils Hans Peter Feddersen est un peintre paysagiste. 
Hans Peter Feddersen meurt en 1860 à Westerschnatebüll.